# Věra Vančurová
Věra Vančurová (Checoslovaquia, 17 de septiembre de 1932) fue una gimnasta artística checoslovaca, medallista olímpica de bronce en Helsinki 1952 en el concurso por equipos.

## Carrera deportiva
En las Olimpiadas de Helsinki 1952 logra el bronce junto con su equipo, quedando en el podio tras las soviéticas y húngaras, y siendo sus compañeras de equipo: Hana Bobková, Jana Rabasová, Alena Reichová, Matylda Šínová, Božena Srncová, Alena Chadimová y Eva Věchtová.
Y dos años después, en el Mundial de Roma 1954 vuelve a ayudar a su equipo a conseguir el bronce, quedando en esta ocasión tras soviéticas y húngaras.